# Kartause Vogelsang
Die Kartause Vogelsang bei Jülich (lat. domus compassionis Beatae Mariae in Cantavio prope Iuliacum) war ein am 18. März 1478 gestiftetes und von der französischen Regierung 1802  aufgehobenes Kartäuserkloster in der Nähe der Stadt Jülich in Nordrhein-Westfalen.

## Stiftung und Aufbau
Auf Initiative des klevischen Kanzlers Hermann von Brakel wurde 1478 der Konvent der geldrischen Kartause Roermond eingeladen, in der Nähe der früheren herzoglichen Hofstatt Vogelsang, etwa 1600 m südlich der Stadt Jülich gelegen, ein Tochterkloster aufzubauen. Dies erhielt seinen Namen im Sinne der kartäusischen Marienfrömmigkeit nach dem Mitleiden Mariens unter dem Kreuz (niederländisch: „tot onser lieven vrouwen mitlyden“).
Herzog Wilhelm IV. von Jülich und Berg und seine Gemahlin Elisabeth übergaben dazu ihren schon im 14. Jahrhundert bezeugten Hof zum Vogelsang dem Kartäuserorden. Weitere Stiftungen kamen hinzu. Das neue Kloster wurde in fast 50-jähriger Bauzeit errichtet, zunächst die Einfriedung zur Abschirmung der kontemplativ lebenden Mönche von der Außenwelt, dann die Zellen für zunächst zwölf Mönche, die Wirtschaftsgebäude und Fischteiche. Diese Phase fand 1527 mit dem Bau der Klosterkirche ihren Abschluss.

## Vogelsang im 16. Jahrhundert
Während der Reformation wirkte der aus der Kölner Kartause hervorgegangene Johannes Justus von Landsberg als Prior des Hauses. Er propagierte die Notwendigkeit einer grundlegenden geistlichen Erneuerung, ohne jedoch zur lutherischen Lehre überzugehen. Durch seine Veröffentlichungen wurde er zu einer bedeutenden Gestalt der katholischen Reform.
Obwohl das Haus wirtschaftlich noch nicht so abgesichert war, wie die Prioren sich gewünscht hätten, erhielt es dennoch weitere Stiftungen und erfreute sich landesherrlicher Gunst.

## Vogelsang im 17. Jahrhundert

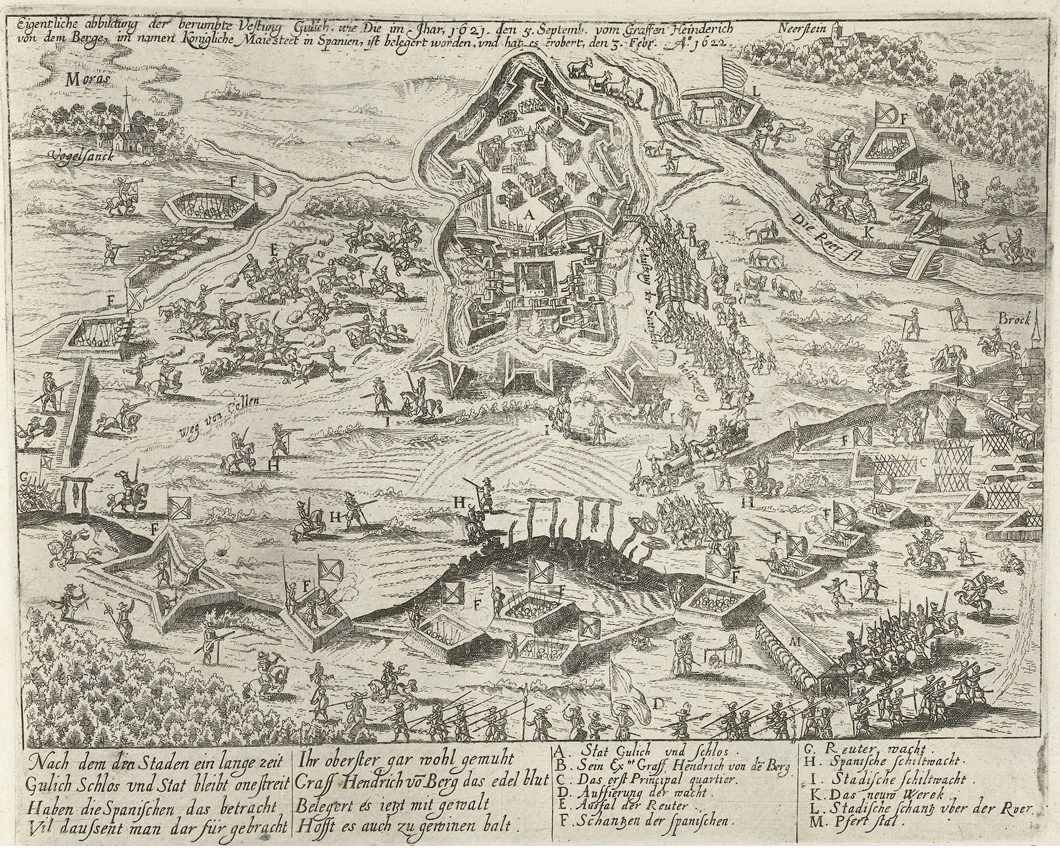
Vogelsang (links oben) auf einer Schlachtdarstellung von 1622

Während des Jülich-Klevischen Erbfolgekrieges war das ungeschützt auf freiem Felde vor der Festungsstadt Jülich liegende Kloster immer wieder gefährdet. Vieh, Geräte und Kirchenschätze wurden 1609/1610 zwar an andere Orte in Sicherheit gebracht, auch etliche Konventualen flohen in andere Kartausen, das Kloster selbst erlitt jedoch solche Zerstörungen und Verwüstungen, dass es anfangs kaum schien, als könne es wieder bewohnbar gemacht werden. Im Dreißigjährigen Krieg hingegen erlitt das Kloster keine größeren Schäden, kam sogar aus größerer Armut langsam wieder in konsolidierte wirtschaftliche Verhältnisse.
In der zweiten Hälfte des 17. Jahrhunderts erlebte das Kloster  unter den Prioren Theodor Monheim und Antonius Basel eine Blütezeit. Goldene und silberne Kirchengeräte konnten angeschafft, Kapitalien auf Zins angelegt werden.

## Vogelsang im 18. Jahrhundert
Schon von 1696 an wurde das Kloster architektonisch barockisiert, die Kirche ausgeschmückt. Planmäßig betriebene Forstwirtschaft trat hinzu.

## Aufhebung
Als 1794 die linksrheinischen Gebiete am Niederrhein von französischen Revolutionstruppen erobert und dem Département de la Roer eingegliedert wurden, mussten etliche der Mönche fliehen. Obwohl ein Teil von ihnen in den nächsten Jahren zurückkehren konnte, wurde die Fortführung der strengen Disziplin der Kartäuser durch eine Reihe gesetzlicher Zwangsmaßnahmen erschwert und schließlich unmöglich gemacht. Trotz gesetzlichen Verbots nahm das Kloster noch heimlich einen Novizen auf, der später die vollen Gelübde ablegte. In August 1802 wurde die Kartause endgültig geschlossen, den ehemaligen Konventualen das Tragen der Ordenstracht verboten.
Die Hälfte der Patres zog in ihre Heimat zurück. Soweit nachweisbar, stellten sich alle früheren Patres für seelsorgliche Aufgaben zur Verfügung. Der letzte Prior des Klosters, Carl Unkraut (1731–1823), der 1778 aus der bereits im Jahr zuvor aufgelösten Kartause Hildesheim kam und 1796 Prior in Vogelsang wurde, ging als Seelsorger in die Pfarrei St. Mariä Himmelfahrt nach Köln und starb dort im Jahr 1823. Die Ländereien und Gebäude der Kartause Vogelsang wurden verkauft und zum großen Teil abgerissen.
Nach weiteren Zerstörungen im Zweiten Weltkrieg werden die Überbleibsel der Anlage nunmehr privat genutzt.